# ExoMars
ExoMars (Exobiology on Mars) este un proiect de astrobiologie, o misiune comună a Agenției Spațiale Europene (ESA) și a agenției rusești Roscosmos.
Obiectivele ExoMars sunt căutarea semnelor vieții trecute pe Marte, investigarea modului în care variază apa marțiană și mediul geochimic, investigarea urmelor de gaze atmosferice și a surselor acestora și prin aceasta demonstrarea tehnologiilor pentru o viitoare misiune de întoarcere cu probe marțiene.
Prima parte a programului este o misiune lansată în 2016 care a plasat Trace Gas Orbiter pe orbita planetei Marte și a lansat landerul EDM Schiaparelli. Orbitatorul este operațional însă landerul s-a prăbușit pe suprafața planetei. Cea de-a doua parte a programului a fost planificată să fie lansată în iulie 2020, când platforma de aterizare Kazachok ar fi aterizat roverul Rosalind Franklin la suprafață, sprijinind o misiune științifică care era de așteptat să dureze până în 2022 sau mai departe. La 12 martie 2020, s-a anunțat că cea de-a doua misiune a fost amânată până în 2022 ca urmare a unor probleme cu parașutele, care nu au putut fi rezolvate la timp pentru fereastra de lansare.
Trace Gas Orbiter (TGO) și landerul Schiaparelli au fost lansate la 14 martie 2016 de către o rachetă rusească Proton. La 16 octombrie 2016 a avut loc separarea satelitului TGO de landerul Schiaparelli, TGO continuând să analizeze sursele de metan (CH4) și alte gaze prezente în atmosfera marțiană, care ar putea oferi o dovadă a posibilei activități biologice sau geologice. TGO dispune de patru instrumente și va acționa și ca satelit de retransmisie a comunicațiilor. Schiaparelli a fost manevrat pentru a ateriza în Meridiani Planum, însă s-a prăbușit pe suprafața planetei Marte. Aterizarea a fost concepută pentru a testa noi tehnologii-cheie care să ofere siguranță misiunii ulterioare a roverului.
În iunie 2023, o platformă Roscosmos numită Kazachok, va duce roverul ESA Rosalind Franklin pe suprafața lui Marte. Roverul va include și câteva instrumente construite de Roscosmos.

## Profilul misiunii
ExoMars este un program comun al Agenției Spațiale Europene (ESA) și al agenției spațiale ruse Roscosmos. Conform planurilor actuale, proiectul ExoMars va cuprinde patru nave spațiale: două platforme staționare, un orbitor și un rover. 
| Agenția care contribuie | Prima lansare în 2016                  | A doua lansare în 2020 |
| ----------------------- | -------------------------------------- | --- |
| Roscosmos               | Lansarea rachetei Proton               | Lansarea rachetei Proton |
| Roscosmos               | Două pachete de instrumente pentru TGO | Platforma staționară Kazachok, care va livra rover-ul la suprafață și va furniza diverse instrumente științifice pentru rover. |
| ESA                     | ExoMars Trace Gas Orbiter              | Roverul Rosalind Franklin și diferite instrumente de pe platforma Kazachok.                                                    |
| ESA                     | Landerul EDM Schiaparelli              | Roverul Rosalind Franklin și diferite instrumente de pe platforma Kazachok.                                                    |

Cele două module de aterizare și roverul vor fi curățate și sterilizate pentru a preveni contaminarea planetei Marte cu forme de viață ale Pământului și, de asemenea, pentru a se asigura că orice biomoleculă detectată nu a fost transportată de pe Pământ. Curățarea va necesita o combinație de metode de sterilizare, inclusiv radiații ionizante, radiații UV și substanțe chimice cum ar fi etil și alcool izopropilic. (vezi Protecția planetară).

### Prima lansare (2016)

#### Trace Gas Orbiter
Trace Gas Orbiter (TGO) este un satelit sub responsabilitatea ESA, al cărui principal obiectiv este de a identifica originea metanului și a altor gaze rare prezente în atmosfera marțiană. Lansat la 14 martie 2016, a intrat pe orbita lui Marte în octombrie 2016. S-a separat de landerul Schiaparelli și a continuat să carografieze sursele de metan de pe Marte, ajutând în acest fel la selectarea locului de aterizare a roverului ExoMars, care urmează să fie lansat în 2020. Prezența metanului în atmosfera lui Marte este interesantă, una din ipotezele luate în lucru pentru originea metanului ar fi anumite procese metabolice sau activitatea geologică. La sosirea roverului în 2021, TGO va fi transferat pe o orbită mai joasă unde ar putea să efectueze activități științifice analitice, precum și să furnizeze roverului un releu de telecomunicații. TGO va continua să servească drept satelit de retransmisie a telecomunicațiilor pentru viitoarele misiuni debarcate până în 2022.

#### Landerul EDMSchiaparelli

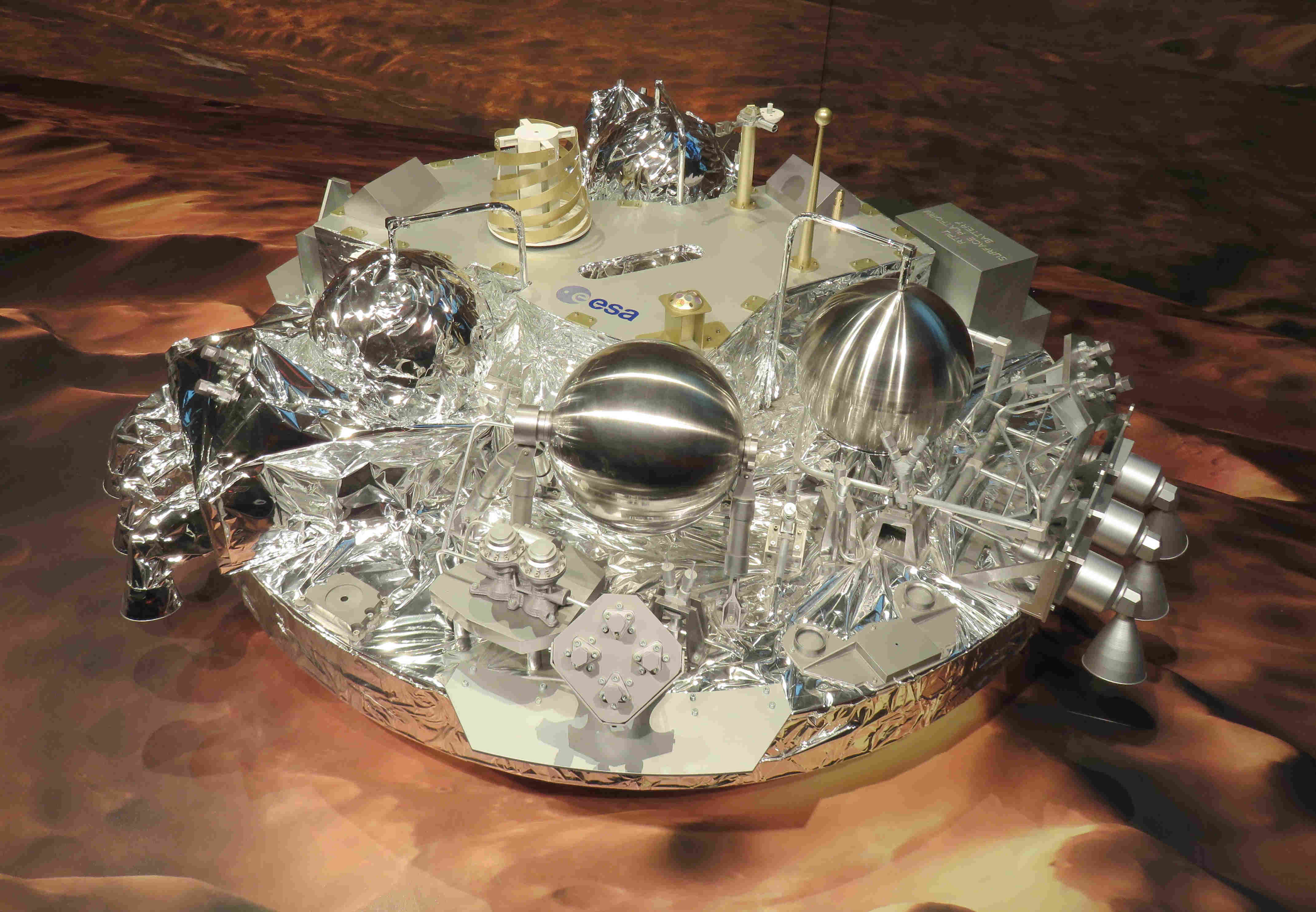
Modelul ExoMars Schiaparelli

Modulul Demonstrator de intrare, coborâre și aterizare (EDM) numit Schiaparelli, a fost un lander experimental de 577 kg dezvoltat de ESA care trebuia să aterizeze pe suprafața planetei Marte în 2016. Schiaparelli a fost gândit doar ca o platformă staționară, imobilă, care să colecteze date de la locul aterizării, fiind un precursor al unei misiuni viitoare care își propune să colecteze probe de pe Marte și să le aducă înapoi pe Pământ. A fost lansat împreună cu TGO la 14 martie 2016 și programat să aterizeze încet la 19 octombrie 2016.
Nu a fost primit nici un semnal care să ateste o aterizare cu succes, iar la 21 octombrie 2016 NASA a publicat o imagine primită de la Mars Reconnaissance Orbiter arătând ceea ce pare a fi locul unde landerul s-a prăbușit.
Landerul era echipat cu o baterie electrică nereîncărcabilă, cu o putere suficientă pentru patru soli. Aterizarea ușoară ar fi trebuit să aibă loc la Meridiani Planum în timpul sezonului de furtuni de praf, ceea ce ar fi oferit o șansă unică de a caracteriza o atmosferă încărcată cu praf în timpul intrării și coborârii și de a efectua măsurători de suprafață asociate cu un mediu bogat în praf.
Odată ajuns pe suprafața planetei, trebuia să măsoare viteza și direcția vântului, umiditatea, presiunea și temperatura la suprafață și să determinarea transparenței atmosferei.